# لقري (يافع)

تعديل مصدري - تعديل

لقري هي إحدى قرى عزلة لبعوس بمديرية يافع التابعة لمحافظة لحج، بلغ تعداد سكانها 53 نسمة حسب تعداد اليمن لعام 2004.